# Partit d'Estat Catòlic Romà
El Partit d'Estat Catòlic Romà (neerlandès Rooms-Katholieke Staatspartij, RKSP) fou un partit polític democràta cristià neerlandès creat el 3 de juny de 1926 com a continuació de la Lliga General dels Caucus Catòlics Romans, tot i que era el nom que utilitzava extraoficialment des del 1918. Defensava el dogma catòlic i l'encíclica Rerum Novarum (1891), en la que basava el seu corporativisme econòmic i la legislació social; també exigia el respecte de les festes als cinemes, la limitació del divorci i combatre l'alcoholisme.
La seva finalitat era estretir els lligams laxos existents entre els diversos caucus catòlics, on la disciplina de partit era poca. La creació del Partit Popular Catòlic Romà, orientat als treballadors, accelerà el procés. Del 1929 al 1937 va obtenir un 30% dels vots a les eleccions, i governà en coalició amb la Unió Cristiana Històrica i el Partit Antirevolucionari presidit per Colijn, però bloquejà moltes iniciatives a causa de la discriminació oficial als catòlics, alhora que defensà les relacions a la Santa Seu i l'intervencionisme en economia. El 1945 es transformà en Partit Popular Catòlic.

## Resultats electorals
| Any  | Vots      | %    | Escons   | ±   | Govern   |
| ---- | --------- | ---- | -------- | --- | -------- |
| 1929 | 1,001,589 | 29.6 | 30 / 100 | Nou | Coalició |
| 1933 | 1,037,364 | 27.9 | 28 / 100 | 2   | Coalició |
| 1937 | 1,170,431 | 28.8 | 31 / 100 | 3   | Coalició |